# Iwan Dołgich
Iwan Iljicz Dołgich, ros. Иван Ильич Долгих (ur. 1904 we wsi Matwiejewka w rejonie liwieńskim, zm. 1 października 1961) – szef Głównego Zarządu Poprawczych Obozów i Kolonii Pracy Gułag МSW ZSRR w okresie 31 stycznia 1951 do 5 października 1954; generał porucznik.

## Życiorys
Rosjanin, urodzony w rodzinie chłopskiej we wsi Matwiejewka w liwieńskim ujeździe w guberni Orłowskiej. W latach 1920–1922 sekretarz rady wiejskiej wsi Matwiejewka w guberni Orłowskiej. W latach 1926–1928 urzędnik komitetu kolejarzy w mieście Krasnyj Łyman w obwodzie donieckim.
W 1928 wstąpił do OGPU. W latach 1928–1934 na różnych stanowiskach w OGPU. Od roku 1934 (po wejściu OGPU w skład nowo utworzonego NKWD) na różnych kierowniczych stanowiskach w NKWD.
Szef Głównego Zarządu Poprawczych Obozów i Kolonii Pracy w okresie od 31 stycznia 1951 do 5 października 1954. W latach 1955–1956 starszy inspektor Inspekcji Kontrolnej Ministerstwa Spraw Wewnętrznych ZSRR. Deputowany do Rady Najwyższej ZSRR 3 kadencji.
Główny organizator stłumienia powstania więźniów politycznych w obozie w Kengir zlokalizowanym w środku Kazachstanu w czerwcu 1954 roku. O świcie 26 czerwca 1954 roku 1700 żołnierzy oraz 5 czołgów T-34 weszło do obozu, który był kontrolowany przez 40 dni  przez powstańców, głównie zesłanych Ukraińców stanowiących 46% więżniów tego obozu i Litwinów stanowiących 13% więźniów tego obozu, miażdżąc gąsienicami czołgowymi nieuzbrojonych ludzi, w tym kobiety.
22 lutego 1956 został zwolniony z tego stanowiska z formułą „w związku z faktami dyskredytacji”, następnie 24 kwietnia 1955 wydalony z KPZR z formułą za „rażące naruszenia praworządności socjalistycznej” oraz 13 czerwca 1956 pozbawiony stopnia generała porucznika z formułą „za naruszenie praworządności socjalistycznej w prowadzeniu dochodzeń oraz za fałszowanie spraw sądowych”.

## Odznaczenia
- Order Lenina (25 czerwca 1954)
- Order Czerwonego Sztandaru (dwukrotnie - 20 września 1943 i 6 sierpnia 1949)
- Order Wojny Ojczyźnianej I klasy (16 września 1945)
- Order Czerwonego Sztandaru Pracy (dwukrotnie - 28 listopada 1941 i 19 września 1952)
- Order Czerwonej Gwiazdy (trzykrotnie - 3 listopada 1944, 13 grudnia 1944 i 24 lutego 1945)